# Heroes of Newerth
Heroes of Newerth è stato un videogioco RTS di genere MOBA ispirato a una mod gratuita di Warcraft III: The Frozen Throne, chiamata Defense of the Ancients o comunemente conosciuta con l'acronimo DotA.
Il gioco è stato prodotto e messo in commercio il 12 maggio 2010 da S2 Games per sistemi operativi Microsoft Windows, macOS e Linux. Il 12 luglio 2011 il gioco è diventato free to play.
Il 13 dicembre 2018 viene abbandonato il supporto per le piattaforme Linux e Mac OS X. Dopo 12 anni di rilascio, il 20 giugno 2022, S2 Games ha deciso di chiudere i server del gioco perché vi erano pochi giocatori rispetto a League of Legends. 

## Modalità di gioco

### Tipi di partita
Heroes of Newerth presenta due tipi dipartite:
Team Match Making: un sistema di partite classificate che calcola le statistiche dei giocatori e crea delle squadre equilibrate. Alla fine della partita i giocatori ottengono punti rank se vincono, se perdono i punti vengono sottratti. A fine partita tutti giocatori guadagnano Silver Coin per sbloccare nuovi personaggi o varie personalizzazioni. Il numero di Silver Coin che ottengono varia, in base alla vittoria, alla sconfitta, e alle prestazioni dei giocatori nel corso della partita.
Nei Team Match Making ci sono due tipi di classifica:
- Normal Mode: in queste partite ogni minimo errore può causare la disfatta di una delle due fazioni. I giocatori se vengono sconfitti perdono una parte delle monete che hanno accumulato dalle uccisioni e il tempo per rientrare in gioco è molto lungo. Si ha un avanzamento lento degli eroi e le monete si accumulano più difficilmente.
- Casual Mode: in queste partite quando un personaggio viene sconfitto non perde monete, se ne ottengono il doppio durante le uccisioni e si ottiene molta più esperienza. In questa modalità si hanno più possibilità di ribaltare le situazioni della partita grazie agli oggetti, i personaggi crescono più in fretta e gli errori dei giocatori hanno un effetto minore sull'esito della partita.

Public Game: in questa modalità i giocatori possono creare partite pubbliche o private, modificando le regole di gioco a loro piacimento. In queste partite il Rank dei giocatori non viene influenzato da vittoria o sconfitta e a fine partita non si ottengono Silver Coin.

### Modalità di gioco
Heroes of Newerth presenta sei modalità di gioco utilizzabili:
- All pick: ogni giocatore sceglie un personaggio senza restrizioni. Ogni personaggio può essere selezionato solo una volta.
- Single Draft: ad ogni giocatore viene data una lista casuale di tre personaggi, uno di tipo Intelligence, uno di tipo Agility e uno di tipo Strenght. Il giocatore deve scegliere quale tra questi usare.
- Banning Draft: uguale ad all pick ma il giocatore blu e quello rosa devono bandire l'uso di 4 personaggi a scelta dalla lista dei personaggi.
- Banning Pick: uguale a banning draft ma il giocatore blu e quello rosa devono bandire l'uso di otto personaggi a scelta dalla lista dei personaggi, successivamente ogni giocatore sceglie a turno un eroe fra quelli restanti.
- All Random: gli eroi vengono distribuiti casualmente ad ogni giocatore.
- Midwars è una nuova modalità di gioco introdotta il 5 maggio 2012 in occasione del secondo anniversario di HoN. Questa modalità è stata creata in seguito alle varie richieste dei giocatori per creare un tipo di partita che fosse più scorrevole, meno impegnativa e senza una classifica di punteggio.

La modalità Midwars prende il nome dal fatto che tutti i personaggi delle due squadre si scontrano al centro della mappa. La nuova mappa presenta 2 basi, una per ogni squadra, con due torri per ogni fazione. Per facilitare lo spostamento dei personaggi, ad ogni base vi è un teletrasporto che fa scorciare la strada per dirigersi verso le torri.
Al centro della mappa c'è un fiume, nella parte sinistra del fiume si genera ogni due minuti una runa di potenziamento casuale, mentre in fondo alla parte destra sono stati inseriti due mostri speciali, Zorgath e Transmutantstein. Entrambi quando vengono sconfitti rilasciano a terra due potenziamenti speciali.
Le partite possono essere disputate in squadre da 3 o 5 giocatori.

### Svolgimento delle partite
All'inizio di ogni partita ogni giocatore sceglie un eroe che ha 4 abilità utilizzabili; ogni personaggio è differente dall'altro per le proprie caratteristiche. Lo scopo del gioco è quello di distruggere la base nemica. Le basi sono disposte entrambe ai lati opposti della mappa.

Sulla mappa vi sono alcune strade principali sulle quali sono piazzate delle torri, il numero delle torri cambia a seconda della mappa utilizzata. Per riuscire a distruggere la base nemica bisogna prima distruggere ogni torre avversaria. Le torri sparano proiettili magici ad ogni unità ostile che entra nel loro raggio di azione. Gli eroi sono affiancati da soldati chiamati Creeps. I Creeps partono dalle caserme disposte all'inizio di ognuna delle strade percorribili nella mappa, sono incontrollabili dai giocatori, seguono un tragitto prefissato e si fermano solo quando ingaggiano un combattimento con le Creeps avversarie, contro un eroe nemico o quando tentano di distruggere una torre avversaria. I creeps sono deboli ma la loro presenza può aiutare gli eroi.

Ogni volta che un eroe uccide uno dei creeps o un eroe avversario, riceve esperienza e delle monete che può spendere nel negozio presente nella propria base per acquistare oggetti che lo potenzieranno. Gli oggetti sono 140 e alcuni di essi possono essere uniti in varie combinazioni per creare oggetti più potenti. Ogni personaggio può trasportare fino a sei oggetti nel proprio inventario, e alla base dispone di sei posti per depositare fino a sei oggetti, questi ultimi non daranno nessun bonus all'eroe. Quando un personaggio viene ucciso perde delle monete e deve aspettare un certo periodo di tempo per rientrare in gioco a seconda del suo livello.

#### Fasi temporali delle partite
- Laning Phase: fase iniziale del gioco in cui i personaggi si dividono in tre gruppi, due giocatori vanno nelle strade laterali della mappa e uno va in quella centrale difendendo la torre al confine con la zona nemica. I giocatori uccidono le creeps avversarie, aspettando l'occasione giusta per uccidere gli eroi avversari e distruggere la torre nemica. In questa fase, di solito i giocatori attendono fino al livello sei in cui sbloccano la quarta abilità che in molti personaggi è la più potente. Il suo utilizzo può decidere il buon esito del combattimento. In questa fase il personaggio che presidia la torre centrale della mappa, può spostarsi lungo il fiume che separa le due fazioni per aiutare uno dei due gruppi alleati.
- Mid Game: fase in cui vi è più tensione; i giocatori in questa fase hanno già raggiunto tutti il livello sei e sono già riusciti a distruggere una torre nemica. In questa fase il gioco di squadra è fondamentale perché in questo momento le mosse del nemico diventano imprevedibili e il minimo errore può capovolgere le sorti della partita. Spesso il gruppo, che riesce a distruggere una torre, va in soccorso degli altri per distruggere le altre torri e avanzare nella conquista della base nemica. In questa fase, molto spesso alcune squadre decidono di arrendersi se vedono che la partita sta velocemente volgendo verso la sconfitta.
- Late Game: questa fase è quella in cui la partita va per le lunghe e i giocatori devono eseguire strategie precise per debellare il nemico. Di solito una squadra che ha perso la prima linea di torri si rinchiude in difesa sfruttando l'aiuto delle torri, respinge i nemici per poi contrattaccare. Diverse volte le situazioni di alcune partite si ribaltano in questa fase.

## Gli eroi
Gli eroi di Heroes of Newerth sono 100 e sono divisi in due fazioni: Legion of Newerth ed Hellbourne. In entrambe le fazioni gli eroi sono suddivisi in tre categorie che ne delineano le caratteristiche principali:
- Agility:  eroi veloci ma hanno pochi punti vita e una bassa resistenza, ma possono provocare ingenti danni.

- Intelligence:  eroi che hanno poca resistenza, ma che possono effettuare potenti attacchi o malus agli avversari e permettono agli altri compagni di vincere un combattimento, sono principalmente dei supporti.

- Strength: eroi dotati di una grande resistenza e punti vita, non infliggono molti danni ma ne possono subire parecchi senza tanti problemi e di solito sono schierati in prima fila per guidare un attacco contro gli avversari.

Ogni eroe è dotato di quattro abilità, possono essere attive (cioè utilizzabili dal giocatore) oppure passive (che funzionano in una determinata situazione o che sono sempre attive senza la necessità di essere utilizzate dal giocatore). Ogniqualvolta un eroe sale di livello, il giocatore può scegliere di sbloccare una delle quattro Skills, oppure di potenziarne una a suo piacimento fino a quattro volte. Il livello massimo raggiungibile è 25. In ogni partita gli eroi partono tutti dal livello 1 e guadagnano esperienza uccidendo creeps, sconfiggendo un eroe o se aiutano un altro eroe a farlo.
Alcuni eroi sono specializzati nel guadagnare esperienza all'interno della foresta, in cui ci sono delle creeps neutrali che danno monete ed esperienza in quantità maggiori rispetto alle creeps normali.
Il giocatore controlla il personaggio da una visuale dall'alto, può spostare il personaggio cliccando sul terreno con il tasto destro del mouse, ed utilizzare le quattro skills mediante i tasti Q, W, E, R.

## Ambientazione
Heroes of Newerth è ambientato in un mondo postapocalittico in cui la razza umana e quella animale si sono evolute dando vita a nuove specie, alcune dall'aspetto bizzarro, altre totalmente differenti e mai viste prima.  Il mondo è popolato principalmente da esseri umani e da bestie che vivono nelle zone selvagge.
Re Maliken guida il suo esercito per portare civilizzazione nel mondo scacciando le bestie. Considerate una minaccia per l'umanità, ne uccide a migliaia ed espone le loro zanne e i loro teschi come trofei.
Il Re ha un figlio da Astarte, la sua sposa, che chiama Jeraziah. Astarte muore durante il parto, nonostante i vari tentativi dei curatori di salvarla. Il re caduto nella disperazione e nella tristezza, lascia la cura di suo figlio ai suoi consiglieri più fidati, e il comando dell'esercito ai suoi generali. Ritiratosi in esilio, vaga per il suo regno. Dopo cinque anni di solitudine, Maliken conosce un'altra donna, di straordinaria bellezza, di nome Sylvia. Maliken annega il suo dolore nella lussuria e torna ad Adkarna con la sua nuova regina.
Sebbene abbia ripreso il trono con rinnovato vigore, è chiaro che è un uomo cambiato.  La nuova regina governa il suo cuore e influenza le sue decisioni. Ben presto la sua natura maligna si rivela. I successi dell'esercito vengono a mancare per via di attacchi mal pianificati e i generali dell'esercito vengono misteriosamente assassinati.
I consiglieri del Re sospettano della nuova regina, perché esercita una strana influenza sul re, ma hanno paura della sua ira e quindi rimangono in disparte. Ma quando Sylvia aspetta un bambino, i consiglieri temono per la vita di Jeraziah, poiché hanno paura che il giovane possa essere ucciso per far diventare erede al trono il secondogenito.
I consiglieri mandano, in segreto, il giovane Jeraziah in un lontano monastero e mettono nel suo letto il cadavere di un bambino che gli assomiglia, eliminando le differenze con la magia per spacciarlo per il figlio del re. Maliken credendo che il figlio sia morto cade di nuovo nella tristezza, ma la nascita della seconda figlia, Ophelia lo risolleva. Ophelia è una bambina intelligente e maliziosa, ben presto conquista anche il cuore di coloro che odiano sua madre. I consiglieri sperano che la nascita di Ophelia allevi le cospirazioni della regina, ma ciò non accade. La regina, intuendo le intenzioni dei consiglieri di eliminarla, si circonda di guardie fidate e di agenti sparsi in tutto il regno, rendendo difficile ai consiglieri di interferire nella sua opera di annebbiare la mente del re. Gli insuccessi dell'esercito continuano e molte terre vengono perse. I consiglieri finalmente riescono a tendere un'imboscata alla regina mentre esce dalla camera da letto, ma essa acceca gli assalitori e le guardie stesse che la proteggono. Lanciando un lampo di luce dalla mano si rivela nelle sue vere sembianze di bestia dalle ali di pipistrello. Svegliato dal fracasso, Maliken esce dalla stanza, vede una bestia correre via verso la stanza di Ophelia. Il re prende la sua spada e la segue, entrando nella stanza vede in un angolo la bestia che tiene la figlia tra gli artigli che sta per fuggire dalla finestra. Maliken trafigge la bestia che cade al suolo priva di vita, il re vede i suoi occhi e in essi riconosce la sua amata Sylvia. Sentendosi in colpa per quello che ha fatto, Maliken prende la figlia e il corpo della defunta moglie e se ne va.
I consiglieri una volta riacquistata la vista cercano il re, ma le sue tracce si perdono nel deserto. Per non far cadere l'anarchia e la conseguente disgregazione dell'esercito, fanno ritornare rapidamente Jeraziah dal suo esilio e lo incoronano re. Per giustificare la scomparsa della famiglia reale incolpano una bestia assassina e si promettono di non rivelare a nessuno come sono andate realmente le cose.
Con il tempo Jeraziah diviene uomo e la legione afferma ancora una volta la sua grandezza. Jeraziah non è un forte guerriero come lo era stato suo padre, ma è dotato di una grande saggezza e conoscenza. All'insaputa del giovane re, le bestie adesso hanno una regina mezzosangue, dotata della visione dell'uomo e della naturale comprensione delle bestie, Ophelia che era vista dalle bestie come l'Avatar della dea della Terra. Ophelia ricorda poco della sua vita con gli uomini, ma ha assistito in prima persona alla violenza brutale che gli uomini riservavano alle bestie, bruciando foreste e devastando luoghi sacri.
A differenza di suo fratello, Ophelia ha ereditato il dono di suo padre per la guerra. Nelle fitte foreste progetta grandi strategie per guidare le bestie a colpire ogni punto debole del dominio degli uomini.
Gli inconsapevoli fratelli lottano tra loro per più di un decennio senza riuscire a prevalere l'uno sull'altro. Sia Ophelia che Jeraziah ricevono la visita di un vecchio che gli svela il modo per evocare la forza di Hellbourne, un demone, che se evocato sarebbe stato al loro servizio e la chiave per portarli alla vittoria. Per risolvere una volta per tutte quel conflitto, i due fratelli anche se riluttanti, prima dell'inizio di una battaglia in un campo aperto, utilizzano le forze oscure appellandosi a Hellbourne, pensando di utilizzarlo come arma. Jeraziah ordina ai suoi sacerdoti di evocare le forze oscure e Ophelia fa altrettanto. Ma una volta evocato, Hellbourne sfugge immediatamente al loro controllo. La terra si squarcia in due e da una breccia nel terreno emergono centinaia di demoni che si diffondono ovunque, attaccando sia umani che bestie, e tra di essi vi è pure Maliken che è diventato anche lui un demone al servizio di Hellbourne. È stato Maliken stesso a sussurrare ad entrambi i fratelli il modo di evocare Hellbourne per il solo scopo di conquistare Newerth. Jeraziah e Ophelia si rendono conto del loro grave errore, ed uniscono le forze per arrestare l'orda di demoni di Hellbourne, che hanno il solo scopo di distruggere tutto. Entrambi sanno che non è un tempo di pace, ma un tempo di eroi. Dalla loro unione nasce la Legione di Newerth, unica speranza per tutto il mondo e i suoi abitanti.